# Fladkravet kodriver
Fladkravet kodriver (Primula elatior) er en 10-30 cm høj urt, der vokser på fugtig, næringsrig muldbund i f.eks. løvskove. Den har en grundstillet roset af blade og en opret, blomsterbærende stængel. Planten ligner hulkravet kodriver, men bladene går jævnt over i bladstilken og bægeret er ikke opblæst.

## Beskrivelse
Fladkravet kodriver er en flerårig urt med en vækst, som består af en grundstillet bladroset og en opret, blomsterbærende stængel. Bladene er ægformede og dunhårede med en rundtakket til tandet rand. Oversiden er stærkt rynket, græsgrøn og næsten hårløs, mens undersiden er lysere på grund af hårbeklædningen.
Blomsterstænglen er rund og dunhåret, men bladløs. Blomstringen sker i april-maj, hvor man ser blomsterne sidde i endestillede skærme. De enkelte blomster har lysegule kronblade, der er indskåret i spidsen. Blomsterne kan også kendes på det varmtgule svælg, der er uden pletter. Frugterne er kapsler med mange frø.
Rodnettet består af en tæt og trævlet masse af grove rødder. Desuden findes der enkelte, vandrette udløbere, som danner nye bladrosettter.
Højde x bredde og årlig tilvækst: 0,30 x 0,30 m (30 x 30 cm/år), heri ikke medregnet rosetter fra udløbere.

## Voksested
Fladkravet kodriver har hjemme i Mellemøsten, Lilleasien, Kaukasus og det meste af Europa, herunder de østlige dele af Danmark. Den er knyttet til lyse skove med næringsrig, fugtig og let sur til neutral jord.
I Danmark findes den hist og her på fugtig, næringsrig muldbund i løvskove, skovbryn og krat. Den er dog meget sjælden i Nord- og Vestjylland og mangler helt på Bornholm.
I Midtjyllands Region findes den i sumpskove med ask som dominerende træ og sammen med bl.a. benved, hassel, alm. hyld, alm. hæg, skælrod, dansk arum, druehyld, gul anemone, navr, rødel, sort druemunke, tyndakset gøgeurt og ægbladet fliglæbe.
| Portal | Portal:Botanik |

## Note
1. ↑  www.blst.dk: Århus Amt:Naturkvalitetsplan 2005